# 러시아의 코로나19 범유행

## 경과

### 2020년 1월
2020년 1월 31일, 치타와 튜멘에서 두 명의 중국인 감염자가 확인되면서 러시아 내 첫 감염자로 기록되었다.

### 2020년 10월
10월 2일, 러시아에서 총 4만 5천명 이상이 코로나19로 사망했다고 발표하였다. 러시아의 치사율은 2020년 8월 말 4.6%이다.
10월 4일, 신규 확진자 10,499명이 확인되었으며, 2020년 5월 이후 가장 높은 수치를 기록했다.
10월 11일, 신규 확진자 13,634명이 확인되었다.
10월 15일, 신규 확진자 15,150명이 확인되었고, 그것은 전염병이 시작된 이래 가장 많은 숫자였다. 또한 매일 사망자도 많이 증가하고 있다. 현재 러시아에는 23,723명의 사망자가 있다.

### 2020년 11월
11월 6일, 러시아 통계에 따르면 2020년 9월 30일 이전에 코로나19로 55,671명이 사망했다고 한다. 공식 사망자 수는 20,891명이었다.
러시아는 2020년 11월 8일 코로나바이러스 감염자 20,498명과 코로나바이러스 관련 사망자 286명이 나왔다. 이로써 감염자는 총 177만 4334명, 사망자 수는 30만 537명으로 늘어났다.

## 예방
러시아의 보건관리국인 로스포트레브나드조르는 여행객들에게 우한 방문을 삼가고, 중국 내 동물원이나 야생동물류, 수산물류를 판매하는 시장을 가까이 하지 말 것을 권고했다. 또 세계보건기구의 권고에 따라 바이러스 백신 개발이 진행중에 있다고도 밝혔다. 러시아 극동지방 아무르주에 위치한 블라고베시첸스크 시는 중화인민공화국 접경지대에 위치한 점을 우려하여 러시아 입국을 제한하기로 하였다. 중국과의 문화교류나 고위인사의 방중 행사 역시 취소됐다. 바실리 오를로프 아무르 주지사와 이반 벨로제르체프 펜자주지사는 지역 주민들로 하여금 중국 방문을 일체 금해달라고 요청했다. 뿐만 아니라 대도시에 거주하는 시민들은 중국 관광객과의 접촉을 피하라는 대책도 내놓았다.

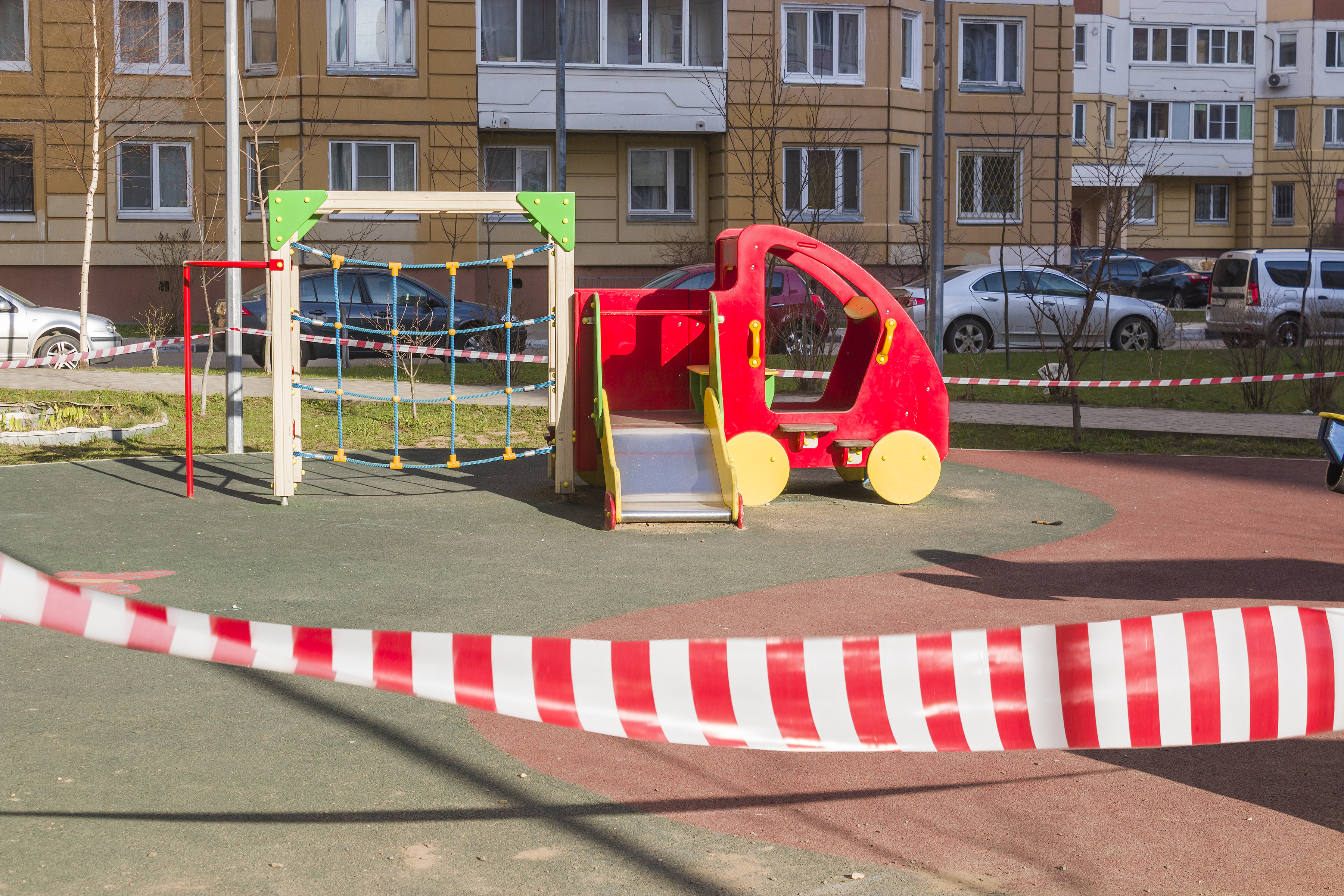
2020년 4월 7일 검역소로 폐쇄
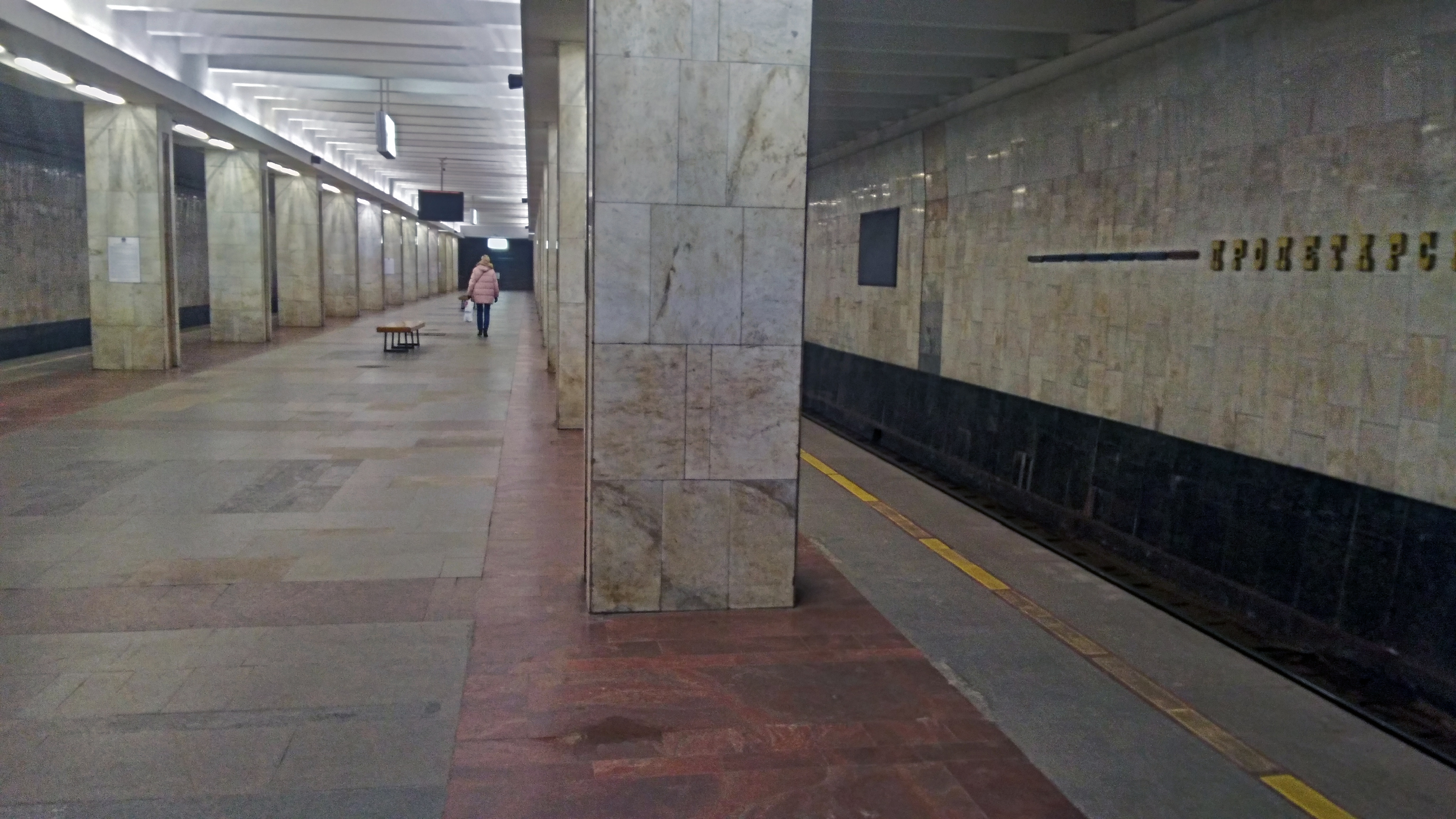
검역 중 빈 프롤레타르스카야 역. 니즈니 노브 고로드 지하철
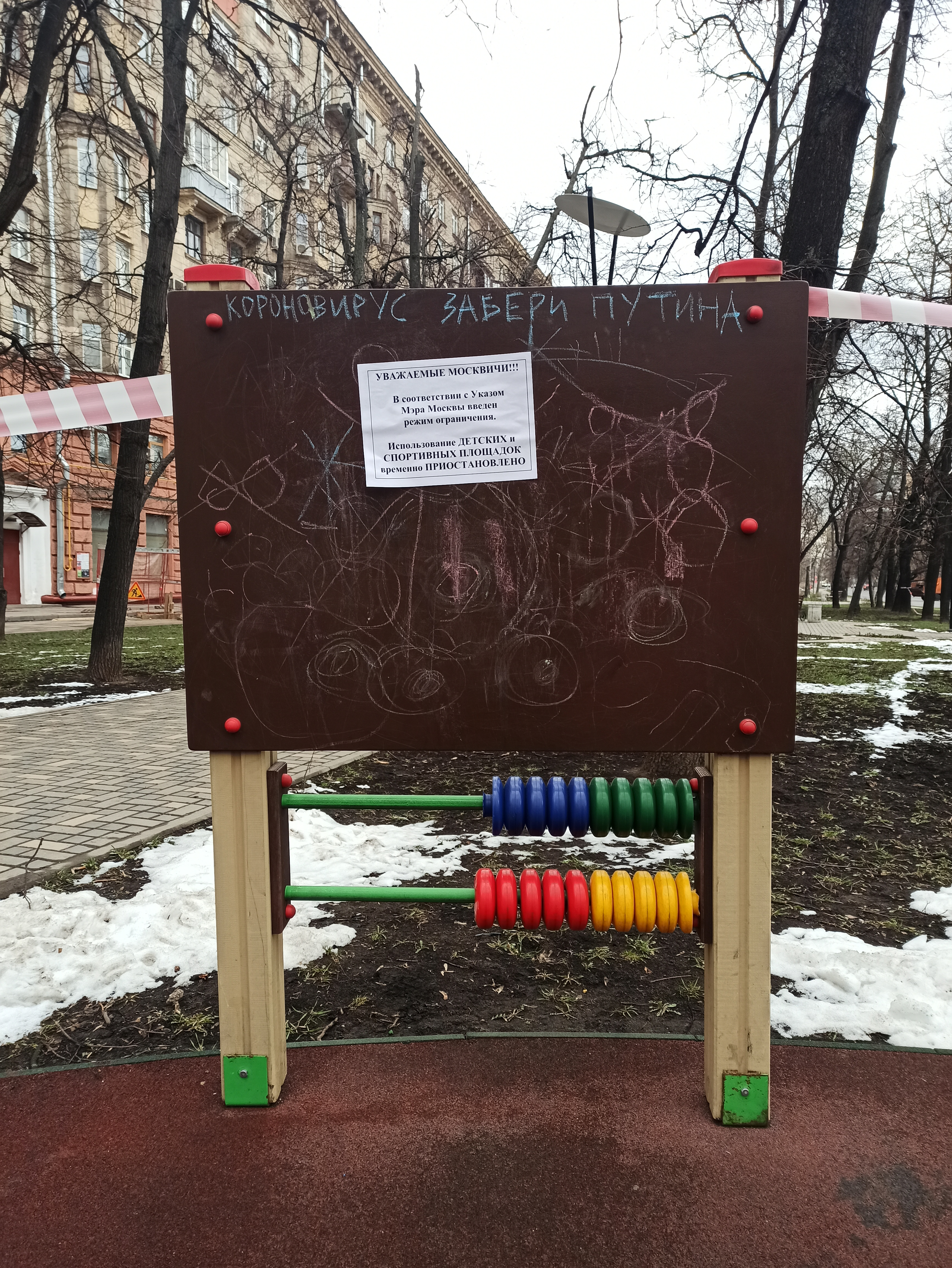
모스크바 놀이터 폐쇄 발표와 함께 그리기위한 보드. 2020년 4월 2일
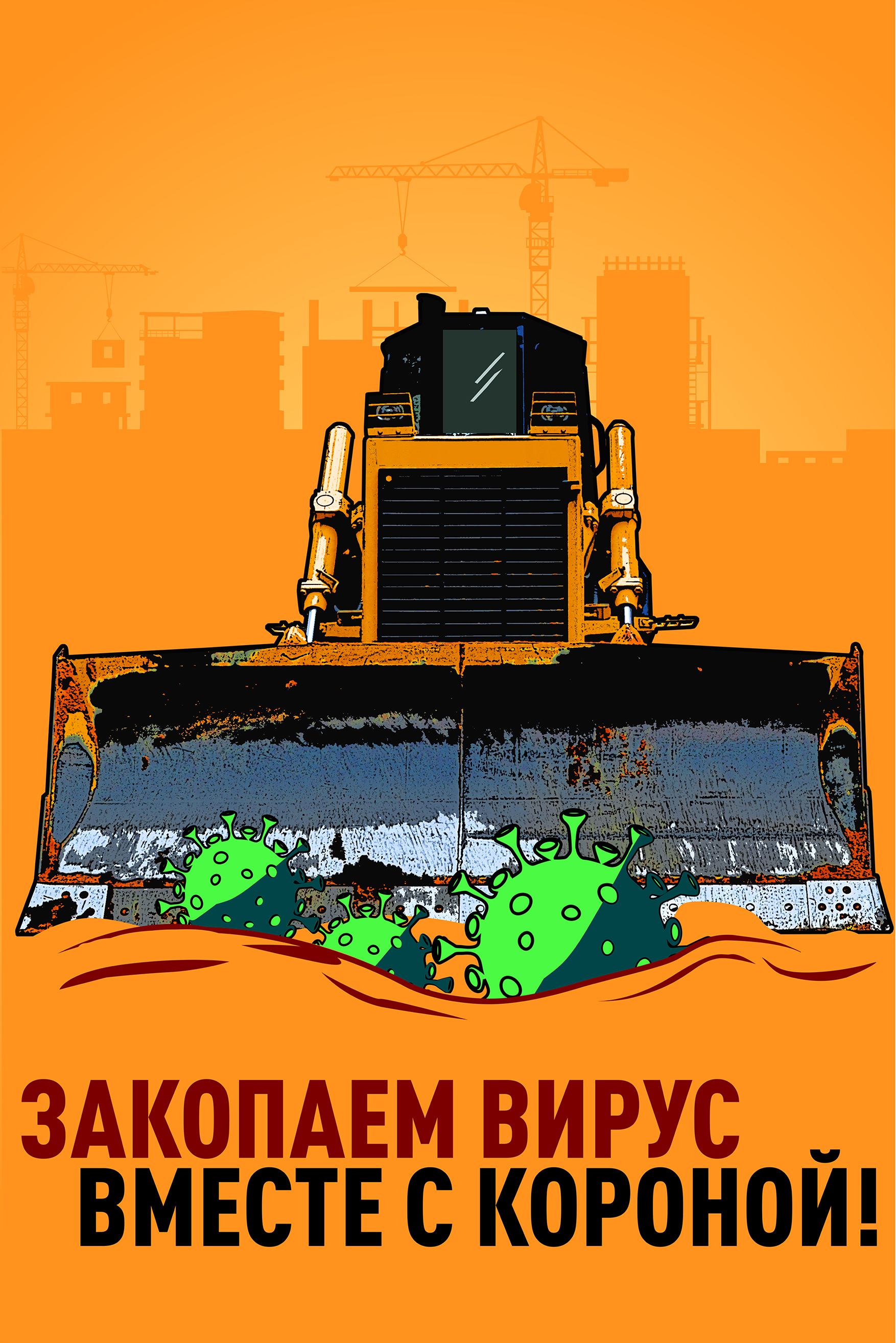
새로운 모스크바 감염 센터의 건설 현장에서 동기 부여 포스터
코로나 바이러스 감염 예방 COVID-19

## 같이 보기
- 유럽의 코로나19 범유행
- 아시아의 코로나19 범유행
- 스푸트니크 V 코로나19 백신